# Nathan Baker
Nathan Luke Baker  (Worcester, 23 april 1991) is een Engels profvoetballer die doorgaans als centrale verdediger speelt. Hij stroomde in 2009 door vanuit de jeugdopleiding van Aston Villa, waar hij in juli 2015 zijn contract verlengde tot medio 2019.

## Clubcarrière
Baker stroomde in 2009 door vanuit de jeugd van Aston Villa. Dat verhuurde hem in het seizoen 2009-2010 aan Lincoln City, waarvoor hij achttien competitiewedstrijden speelde in de League Two. Villa verhuurde hem in 2011 aan Millwall, waarvoor hij zes wedstrijden speelde in het Championship.
Baker debuteerde op 25 januari 2012 voor Aston Villa in de Premier League, tegen Wigan Athletic. Toen Villa-verdediger Richard Dunne met een hernia uitviel in de voorbereiding op het seizoen 2012-2013, moest Baker met de Ier Ciaran Clark en nieuweling Ron Vlaar gaan strijden om een plek in de basiself. Hij kwam dat seizoen 26 competitiewedstrijden in actie en het jaar erop dertig. Baker verlengde in juli 2015 zijn contract bij Aston Villa tot medio 2019. De club verhuurde hem in september 2015 vervolgens voor een jaar aan Bristol City, op dat moment actief in het Championship.
2 Cash ·
3 Carlos ·
4 Konsa ·
5 Mings ·
6 Barkley ·
7 McGinn  ·
8 Tielemans ·
Rashford ·
10 Buendía ·
11 Watkins ·
12 Digne ·
14 Torres ·
18 Gauci ·
19 Philogene ·
20 Nedeljković ·
22 Maatsen ·
23 Martínez ·
24 Onana ·
25 Olsen ·
26 Bogarde ·
27 Rogers ·
30 Hause ·
31 Bailey ·
41 Ramsey ·
44 Kamara ·
50 Swinkels ·
Coach: Emery